# خانه گوهری
منزل گوهری یا خانه شریعت مربوط به دوره قاجار است و در شهرستان گناباد، خیابان شهید غفاری واقع شده و این اثر در تاریخ ۸ مرداد ۱۳۸۱ با شمارهٔ ثبت ۵۹۱۰ به‌عنوان یکی از آثار ملی ایران به ثبت رسیده‌است.

## ویژگی‌ها
بنای مزبور با طرح و نقشه‌های چهارفصلی به حیاط مرکزی ارتباط پیدا می‌کند که فضاهای بنا شامل هشتی ورودی، حوضخانه، بادگیر و اتاق بادگیر، سقفهای بنا از نوع گنبدی از عناصر تزیینی است که فضاهای موجود در ضلع شمالی و غربی حیاط مرکزی قرار دارد.
از عناصر تزیینی بنا می‌توان به گچبری‌ها و مقرنس کاری در فضای حوضخانه اشاره کرد و این بنا با توجه به معماری خاص و قرار گرفتن در مرکز شهر مورد توجه علاقه‌مندان و گردشگران است.